# 桃園市道管資訊中心暨交通控制中心
桃園市道管資訊中心暨交通控制中心（簡稱道管資訊中心暨交通控制中心），是桃園市政府工務局附屬機關，由桃園市政府工務局新建工程處主管，落實道路統一挖補。2017年1月16日由鄭文燦市府成立。

## 歷史
- 2017年1月16日，桃園市道管資訊中心暨交通控制中心成立[2]。